# Batalla naval de Sinope

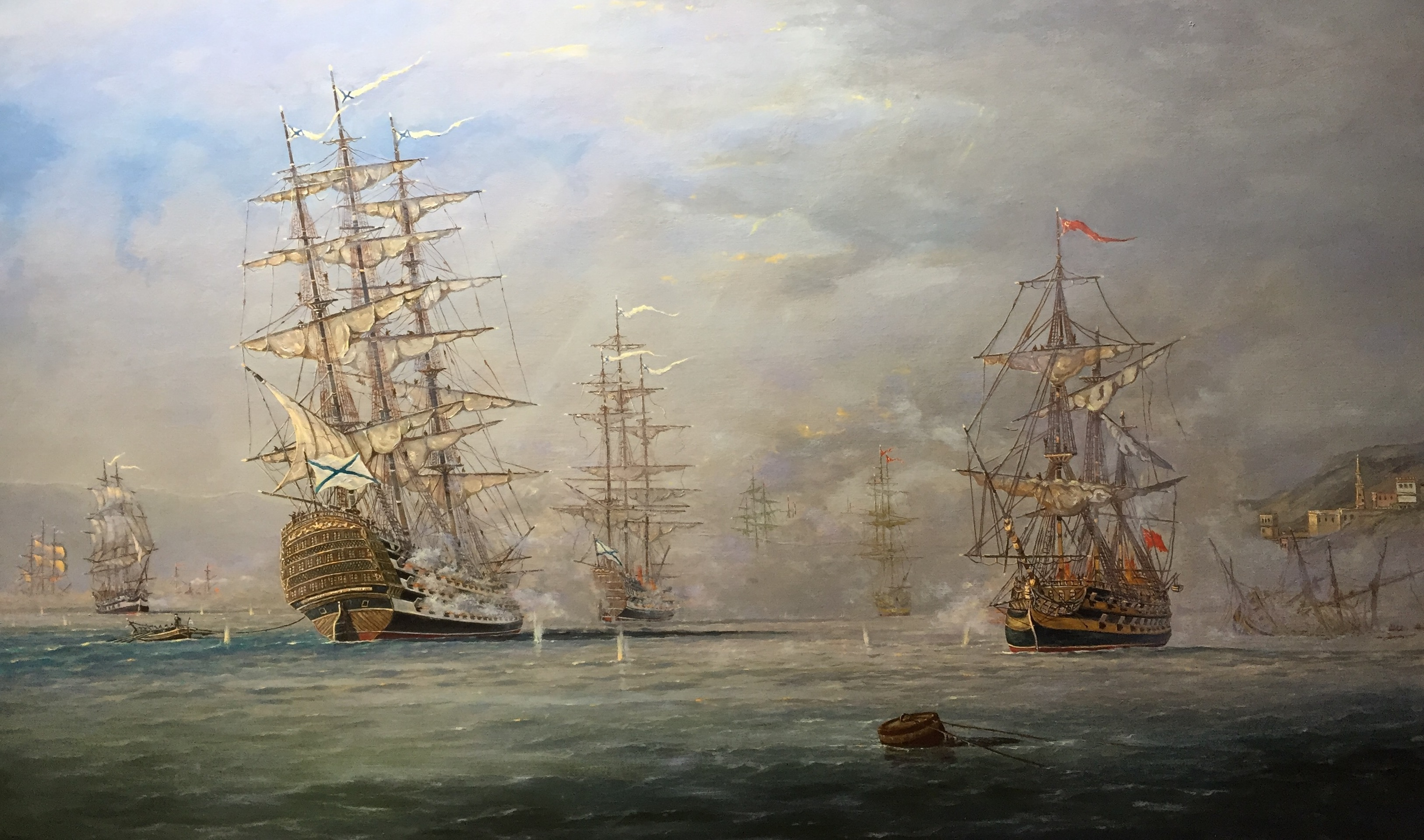
Vladimir Kosov. Batalla de Sinop.

La batalla de Sinope fou una batalla naval que va tenir lloc el 30 de novembre de 1853, dins del port de Sinope, al nord de Turquia, durant la Guerra de Crimea (1853-1855). És considerada com l'última gran batalla de la marina de vela i va ser el primer combat major del conflicte. De fet fou un desastre militar per la flota otomana que fou pràcticament anorreada per les naus russes.

## Antecedents

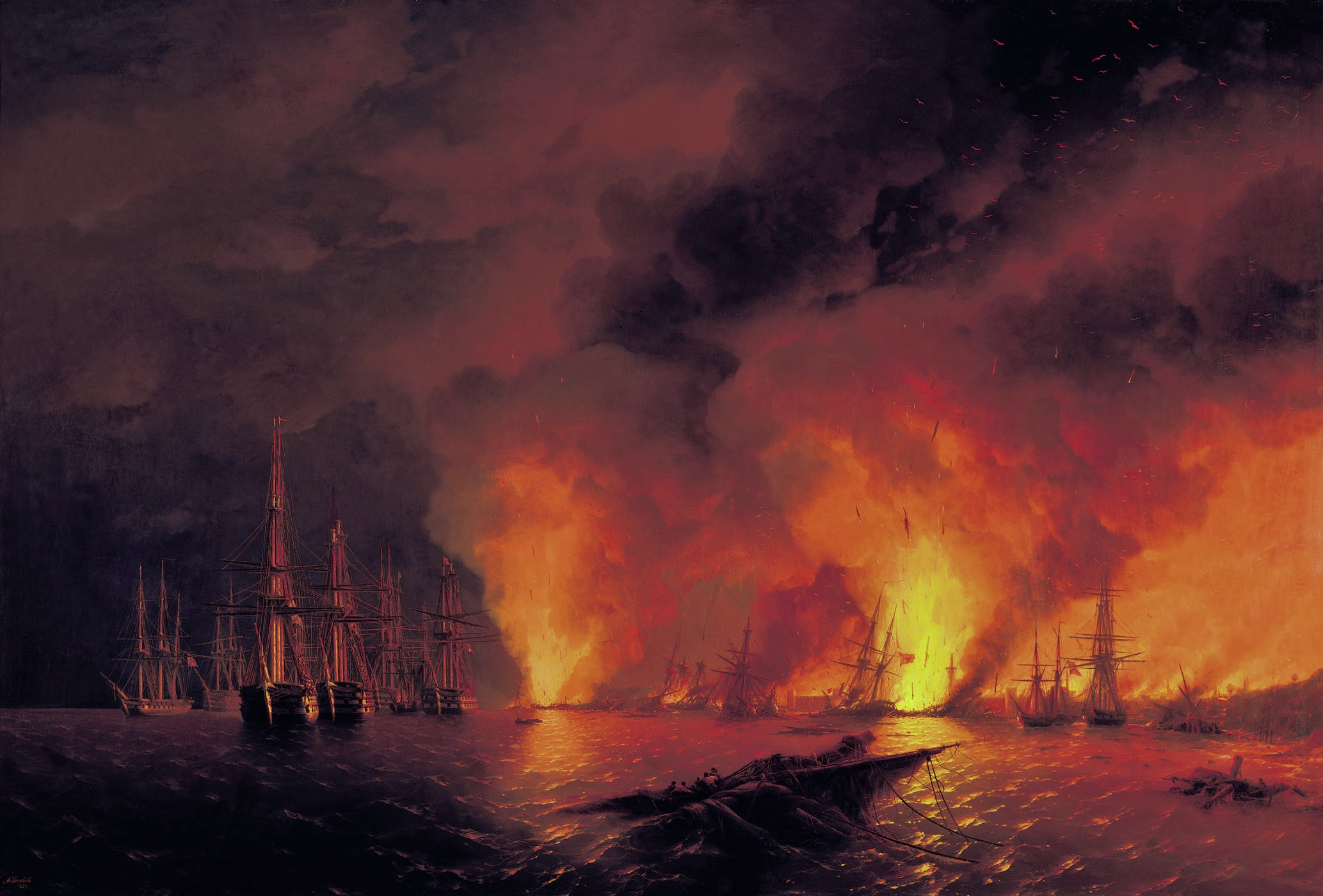
Batalla de Sinope, Ivan Aivazovsky (1817-1900)

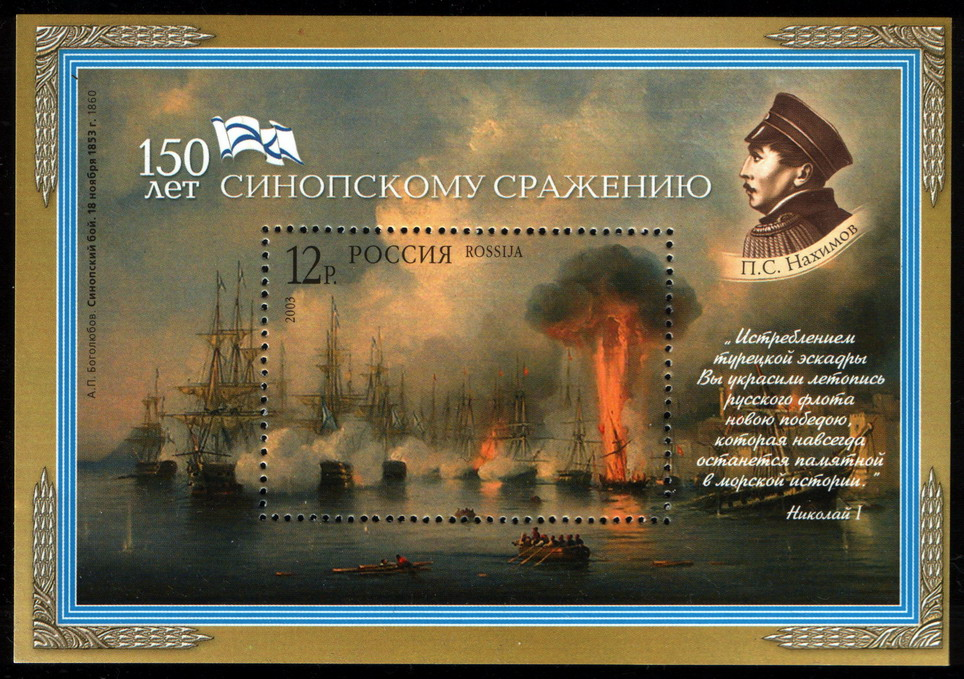
Segell de Rússia, Batalla de Sinope, 2003 (Michel № 1128, Scott № 6800)

Després d'algunes setmanes de moltes escaramusses enfrontant les flotes russa i otomana al mar Negre, en les que els russos van capturar dos vapors i van bombardejar Batoum, i amb Constantinoble assegurada per les flotes aliades els turcs, contra l'opinió de Stratford Canning, l'ambaixador britànic destacat a Constantinoble van decidir reforçar l'aparell a la regió i diverses esquadres van ser enviades a la zona, com la de l'almirall Osman Nuri Paşa, que va fondejar a Sinope el 13 de novembre, sumant-se a la fragata Kaid Zafer, que havia realitzat una anterior patrulla i es trobava en aquest port.
Una corbeta a vapor, probablement el Taif, va arribar poc després a engrossir la flota otomana. Els turcs haurien igualment desitjat enviar uns navilis de línia a Sinope, però van ser dissuadits per Stratford Canning, doncs el Regne Unit i França sostenien l'Imperi Otomà contra l'Imperi Rus però no volien la guerra, quan van observar que, de totes maneres, havia d'esclatar, ells van fer tot el possible perquè l'Imperi Rus fos l'origen del casus belli.
Els russos, que havien sofert atacs a la frontera asiàtica, es van disposar a destruir la flota de fragates otomana, que podia lliurar armes i munició als circassians, que feia anys que lluitaven contra els russos a la Guerra Russo-circassiana.

## Desenvolupament tàctic
Tres fragates, sota les ordres de l'almirall Pàvel Nakhímov van localitzar la flota otomana, que no va fugir ni fer preparatius per la batalla. La flota russa es va reunir el 27 de novembre i va penetrar al port de Sinope, en una formació de dues línies de cuirassats cadascuna, mentre les fragates i els vaporss esperaven a la rereguarda per interceptar la possible fugida dels otomans, i van fondejar davant de la línia otomana, bloquejant el port i la badia, i el governador de la ciutat i els seus habitants turcs van fugir, mentre els grecs es van quedar.
Alguns oficials van demanar fugir combatent, però Osman Nuri Paşa va preferir quedar-se i combatre, mentre l'artilleria del port atacava infructuosament l'armada russa. Les primeres canonades russes van atacar les parts altes dels vaixells, trencant aparells i pals, mentre les bateries dels vaixells otomans impactaven en els cuirassats russos, però aviat el fum els va obstaculitzar la visió i van quedar indefensos contra les armes russes, de més calibre.
La batalla va durar una hora i mitja. Els russos van utilitzar un tipus d'obús explosiu disparat en canons Paixans per destruir els vaixells otomans, i només el Taif va escapar del desastre i va aconseguir tornar a Constantinoble el 2 de desembre, perseguida pels vapors russos, mentre sis vaixells foren destruïts, tres cremats, un embarrancat i un pres. El Navek Bahri, comandat per Ali Bey, fou destruït per la seva tripulació abans de ser capturat pels russos.

## Conseqüències
La ciutat de Sinope fou destruïda, i la batalla va conduir al Regne Unit de Gran Bretanya i Irlanda i el segon Imperi francès a declarar la guerra a l'Imperi Rus, a principis de l'any 1854, per tal de sostenir l'Imperi Otomà.
La batalla va evidenciar els efectes devastadors de les llavors modernes càrregues explosives dels projectils disparats en canons Paixans canons sobre els vaixells de fusta, i va propiciar el desenvolupament dels vaixells cuirassats ironclass.